# Contea di Meulan
Nel Medioevo, contea di Meulan era una contea dell'Île-de-France.

## Origini
La signoria di Meulan era originariamente una viscontea la cui prima roccaforte fu situata sull'isola di Meulan. Quest'isola circondata dalla Senna aveva permesso fin dall'epoca gallo-romana la creazione di un ponte, difeso dal castello. Questo luogo divenne essenziale per il controllo della valle della Senna contro i Normanni. La signoria si espandeva a nord del pagus della Madrie e, dalla sponda opposta della Senna, su una stretta frangia estesa per circa cinque chilometri, staccata dalla contea del Vexin.

## Nascita della contea
La contea di Meulan nacque quando l'altrimenti sconosciuto conte Waleran stabilì una base di potere indipendente su quest'isola fortificata prima dell'anno 1015. Le origini di Waleran sono soggette a diversi miti genealogici, non ultimo quello secondo cui avrebbe avuto dei predecessori nella sua carica.
Waleran era attivo nella politica dei suoi tempi, ma l'estensione della contea a quell'epoca è sconosciuta. Sia lui che suo figlio, il conte Ugo, mantennero l'indipendenza dal re dei Capetingi a Parigi attraverso un'alleanza giudiziosa, seppur pericolosa, con i duchi di Normandia, più a valle. Ciò portò al matrimonio di Adeline, sorella del conte Ugo, con il magnate normanno Roger de Beaumont.
Alla morte del conte Hugh, nel 1081, la contea passò al suo nipote Roberto di Beaumont . Ai suoi tempi è chiaro che l'insediamento di Meulan aveva creato un sobborgo (chiamato Locenis) sulla riva destra della Senna, a nord dell'isola fortificata. Dopo il 1109 e il saccheggio della città da parte di Luigi VI di Francia, il conte Roberto costruì un nuovo castello sulle scogliere di Locenis. L'insediamento originario sull'isola era ora dominato da un ponte fortificato, sul quale si riscuotevano i pedaggi del fiume, e dalla chiesa di Saint-Nicaise, rifondata dal conte come priorato dell'abbazia normanna di Bec-Hellouin. Il conte Roberto fondò nel suo nuovo castello la chiesa collegiata di San Nicola.
L'estensione geografica della contea associata al castello e alla città di Meulan diventa evidente all'epoca di Roberto I (1081–1118) e di Waleran de Beaumont (1118-1166). La contea si estendeva a quei tempo verso ovest lungo la riva destra della Senna fino alla signoria di La Roche Guyon e comprendeva il priorato di St-Martin-la-Garenne, di cui Roberto I era patrono. A sud della città, il conte controllava le terre rivierasche dei Méresais. Il conte godeva della fedeltà di due potenti visconti. Il visconte di Meulan, che possedeva un castello a Mézy-sur-Seine, era il principale affittuario della contea. Ma il conte controllava anche il visconte di Mantes e il traffico fluviale sul suo ponte, sebbene la città e la Mantois associata fossero in realtà per lo più demanio capetingio. In qualche modo anche la signoria distaccata di Neauphle-le-Château a nord di Versailles, negli Yvelines, era una dipendenza della contea. Il conte aveva inoltre in feudo al vescovo di Parigi il vasto sobborgo parigino di La Grève.
La contea era un possedimento strategico fondamentale tra le potenze della Normandia e di Parigi, e i conti successivi sfruttarono la loro posizione contrattuale, pericolosa anch'essa. In quanto vassalli del duca di Normandia e del re di Francia, si ritrovarono molto esposti quando i due sovrani entrarono in guerra. La duplice fedeltà dei conti portò a diversi episodi di confisca delle loro terre normanne. Fu questa divisione di lealtà che alla fine portò alla soppressione della contea, quando il re Filippo Augusto spodestò il conte Roberto II nel 1203 durante le sue campagne contro la Normandia. Roberto morì in esilio e alla sua discendenza non fu permesso di succedere nella contea.

## Elenco dei conti di Meulan
- Ugo, Signore di Meulan
- Waleran, conte di Meulan (ca. 990–ca. 1069)
- Ugo I, conte di Meulan (m. 1081)
- Roberto I de Beaumont, I conte di Leicester (1081–1118)
- Waleran de Beaumont, I conte di Worcester (1118–1166)
- Roberto II, conte di Meulan (1166–1204)
- Waleran III di Meulan (m. 1191)
- Olivier le Daim (1477-1484)